# Accident aeri del Mont Cimet
L'1 de setembre de 1953, el vol 178 d'Air France havia de connectar París-Orly amb Saigon, amb escales programades a Niça (França), Beirut (Líban), Bagdad (Iraq), Karachi (Pakistan) i Calcuta (Índia). Mentre s'acostava a la seva primera escala, l'avió, un Lockheed L-749A Constellation, amb matrícula F-BAZZ, va colpejar a les 23h30 a la cota 2.870 del pic del Mont Cimet, de 3.020 m d'altitud, al massís del Pelat, en la comuna francesa d'Uvernet-Fours (a la localitat de Saint-Laurent), a 80 km al nord-oest de Niça.
Les 42 persones a bord, nou membres de la tripulació i trenta-tres passatgers, inclosos el violinista Jacques Thibaud i el pianista i compositor René Herbin, van morir a l'accident.
Un any més tard, l'1 de setembre de 1954, es va instal·lar una creu al lloc de l'accident, així com una estela a l'entrada del poble de Saint-Laurent.
Els investigadors van concloure que l'avió es va desviar del seu pla de vol sense, però, indicar-ne els motius. L'avió s'hauria d'haver desviat cap a Niça a l'alçada de Montelaimar.
L'avió era un Lockheed L-749 Constellation de quatre motors amb el número de construcció (MSN) 2674 i amb un total d'hores de vol de 6.504. El seu primer vol havia estat l'any 1951 i havia estat adquirit per Air France.

## Referència
1. 1 2  Fitxa de l'accident a a AviaTechno
2. ↑  «Descripció de l'accident a la xarxa ASN» (en anglès).   Aviation Safety Network. [Consulta: 1r setembre 2023].
3. ↑  Constellation París-Saigon a Aérostèles